# Стационе ди Чивитела Паганико (Гросето)
Стационе ди Чивитела Паганико је насеље у Италији у округу Гросето, региону Тоскана.
Према процени из 2011. у насељу је живело 45 становника. Насеље се налази на надморској висини од 67 м.